# Buonarroti (stacja metra)
Buonarroti – stacja metra w Mediolanie, na linii M1. Znajduje się na piazza Michelangelo Buonarroti, w Mediolanie i zlokalizowana jest pomiędzy stacjami Pagano a Amendola. Została otwarta w 1964.